# Simone Rosalba
Simone Rosalba (Paola, 31 gennaio 1976) è un ex pallavolista italiano, annoverabile nella cosiddetta generazione di fenomeni per il talento che ha saputo esprimere nei primi anni di carriera, purtroppo successivamente caratterizzata da numerosi infortuni che ne hanno limitato il rendimento.

## Biografia
Ha esordito in serie A1 nella stagione 1993-1994 con la maglia del Messaggero Ravenna, con cui ha disputato quattro campionati. Nei quattro anni successivi ha giocato nella Lube Macerata, mentre nella stagione 2001-02 si è trasferito al Volley Milano. Nel 2003-04 ha vestito la maglia della Pallavolo Piacenza, per poi disputare due stagioni nella Callipo Vibo Valentia. Nel 2006-07 è passato alla M. Roma, e l'anno successivo, nella Sparkling Volley Milano, ha giocato il proprio quindicesimo campionato consecutivo in serie A1.
Nella stagione 2008-09 è invece passato in serie A2 con la Top Latina. Dal 2009-10 ha giocato nella Pallavolo Città di Castello, con cui ha ottenuto la promozione in A1 al termine del campionato 2012-13.
Con la Nazionale italiana, con cui ha debuttato il 9 giugno 1995 a Trieste nella vittoria per 3-0 con la Grecia, ha vinto il Campionato del mondo del 1998, il Campionato europeo del 1999, la medaglia di bronzo ai Giochi Olimpici di Sidney e quattro World League.

## Palmarès

### Club
- Coppa Italia: 1

2000-01
- Coppa dei Campioni: 1

1993-94
- Coppa CEV: 2

1992-93, 1996-97
- Supercoppa europea: 1

1993
- Coppa Italia di Serie A2: 1

2007-08

### Premi individuali
- 2005 - Coppa Italia: Miglior giocatore